# Xbox 360 Wireless Racing Wheel
El Xbox 360 Wireless Racing Wheel fue desarrollado por Microsoft para la Xbox 360 y se presentó en el E3 2006. Lanzado en noviembre de 2006, el controlador del volante de retroalimentación forzada incluye los botones del gamepad junto con el acelerador montado en el piso y los pedales de freno. Aunque la rueda es capaz de funcionar verdaderamente de forma inalámbrica desde un paquete de baterías estándar de Xbox 360 (recargable o dos baterías AA), el uso de las funciones de realimentación de fuerza y resistencia activa requiere un adaptador de CA externo.
La edición limitada original de la rueda de retroalimentación de fuerza incluyó una versión capaz de retroalimentación de fuerza del juego de carreras Project Gotham Racing 3. Esto se suspendió en noviembre de 2007 cuando el precio del volante se redujo a $99.
La rueda fue desarrollada conjuntamente con el videojuego Forza Motorsport 2.

## Juegos soportados
Los siguientes juegos son "totalmente compatibles" con retroalimentación de fuerza para Xbox 360:
- Burnout Paradise
- Dirt
- Dirt 2
- Dirt 3
- F1 2010
- F1 2011
- F1 2013
- F1 2014
- Forza Motorsport 2
- Forza Motorsport 3
- Forza Motorsport 4
- Forza Horizon
- Forza Horizon 2
- Grid
- Hydro Thunder Hurricane
- Juiced 2: Hot Import Nights
- Midnight Club: Los Angeles
- NASCAR 08
- NASCAR 09
- Need for Speed: Carbon
- Need for Speed: ProStreet
- Need for Speed: Undercover
- Need for Speed: Shift
- Need for Speed: The Run
- Need for Speed: Hot Pursuit
- Project Gotham Racing 3
- Project Gotham Racing 4
- Race Pro
- Sega Rally Revo
- Sega Rally Online Arcade
- Sonic & Sega All-Stars Racing
- Stuntman: Ignition
- Superstars V8 Racing
- Test Drive Unlimited
- Test Drive Unlimited 2
- WRC 2010
- WRC 3: FIA World Rally Championship
- WRC 4: FIA World Rally Championship[2]

Los siguientes juegos son compatibles con Windows Vista x64. Esto no incluye la retroalimentación de fuerza, la dirección y el estruendo solamente:
- Colin McRae: Dirt
- Sega Rally Revo
- Pure
- Burnout Paradise: The Ultimate Box
- Race Driver: Grid - Necesita parche v1.2

Los siguientes juegos originales de Xbox son "totalmente compatibles" con realimentaciones forzosas a través de la compatibilidad con versiones anteriores de Xbox 360:
- 007: Nightfire (solo coches)
- 4x4 EVO 2
- Auto Modellista
- Burnout 2: Point of Impact
- Burnout 3: Takedown
- Colin McRae Rally 04
- Colin McRae Rally 2005
- Crash Nitro Kart
- EA Sports F1 2001
- EA Sports F1 2002
- F1 Career Challenge
- Ford Mustang: The Legend Lives
- Ford vs. Chevy
- Forza Motorsport
- Grand Theft Auto III (solo coches)
- Grand Theft Auto: Vice City (solo coches)
- Grand Theft Auto: San Andreas (solo coches)
- Hot Wheels: Stunt Track Challenge
- IHRA Drag Racing: Sportsman Edition
- IHRA Professional Drag Racing 2005
- IndyCar Series
- IndyCar Series 2005
- Jurassic Park: Operation Genesis (solo coches)
- NASCAR 06: Total Team Control (durante el juego, el modo glitches activado puede hacer que la velocidad del auto llegue a 300 mph)
- NASCAR Thunder 2002
- NASCAR Thunder 2003
- Need for Speed: Hot Pursuit 2
- Need for Speed: Underground
- Need for Speed: Underground 2
- OutRun 2
- OutRun 2006: Coast 2 Coast
- Project Gotham Racing
- Project Gotham Racing 2
- Rallisport Challenge
- Sega GT 2002
- Sega GT Online
- Sonic Heroes (solo trineo)
- Street Racing Syndicate
- Test Drive
- Test Drive: Eve of Destruction
- TOCA Race Driver
- TOCA Race Driver 2
- TOCA Race Driver 3

## Aviso
El 22 de agosto de 2007, un anuncio en el sitio web oficial de Xbox declaró que Microsoft actualizará de forma gratuita todos los volantes de carreras inalámbricas que se fabricaron durante 2006 y 2007. Esto se debe a un componente en el chasis del volante que en casos raros puede sobrecalentarse y liberar humo cuando se usa la fuente de alimentación de CA/CC para encender el volante.
Según Microsoft, la actualización del volante inalámbrico Xbox 360 solo se requiere en productos con los números de SKU 9Z1-00001, 9Z1-00002, 9Z1-00003, 9Z1-00004, 9Z1-00009, 9Z1-00011, 9Z1-00012, 9Z1-00012, 00013, 9Z1-00017, 9Z1-00018 y números de pieza de ruedas X809211-001, X809211-002, X809211-003, X809211-004, X809211-005.
El número de SKU se puede encontrar en una etiqueta en la parte inferior de la caja y los números de pieza del volante se encuentran en una etiqueta en la parte inferior del ensamblaje del tablero de instrumentos. Cualquier SKU o volante no incluida en esta lista no requerirá la modificación.

## Fin de vida
El volante de carreras inalámbrico de Xbox 360 ya no parece estar disponible en las tiendas, y Microsoft ha eliminado la mención del sitio web oficial de Xbox.
El nuevo volante de velocidad inalámbrica de Xbox 360 de Microsoft se lanzó el 26 de septiembre de 2011.